# Niceville
Niceville is een plaats (city) in de Amerikaanse staat Florida, en valt bestuurlijk gezien onder Okaloosa County.

## Demografie
Bij de volkstelling in 2000 werd het aantal inwoners vastgesteld op 11.684.
In 2006 is het aantal inwoners door het United States Census Bureau geschat op 12.277, een stijging van 593 (5.1%).

## Geografie
Volgens het United States Census Bureau beslaat de plaats een oppervlakte van
29,4 km², waarvan 28,3 km² land en 1,1 km² water. Niceville ligt op ongeveer 11 m boven zeeniveau.

## Plaatsen in de nabije omgeving
De onderstaande figuur toont nabijgelegen plaatsen in een straal van 16 km rond Niceville.